# Поминки по Финнегану
«Поминки по Финнегану» (англ. Finnegans Wake) — экспериментальный «словотворческий, мифологический и комический» роман ирландского писателя-модерниста Джеймса Джойса,
написанный в технике «потока сознания», над которым полуослепший автор работал в Париже в течение 16 лет (начал работу 10 марта 1923 года). Увидел свет при жизни автора в 1939 году и вызвал крайне неоднозначную реакцию в литературном сообществе. Опубликован русский перевод под заглавием «На помине Финнеганов», а также частичный перевод «Уэйк Финнеганов».
Текст романа представляет собой макароническую цепочку бесконечных каламбуров и неологизмов с использованием многих языков, что делает его малодоступным для понимания. Сюжет и персонажи книги вызывают оживлённые споры литературоведов. Название отсылает к народной ирландской песне об алкоголике, воскрешённом спрыскиванием «водой жизни» — виски. Так задаётся характерный для текста мотив бесконечного возвращения (структура уробороса).

## Структура
Время действия романа на реальном уровне охватывает одну ночь в Дублине, а на символическом — всемирную историю. К. Харт предлагает следующую схему для основной структуры романа. Первые его три книги соответствуют трём эпохам истории человечества по Дж. Вико и характеризуются по схеме Рождение — Брак — Смерть (в первой книге процесс идёт от рождения к смерти; в третьей, зеркальной ей — от смерти к рождению); в рамках каждой эпохи развёртываются четыре малых цикла, обозначаемых в терминах стихий (Земля — Вода — Огонь — Воздух). Итоговая книга IV располагается вне времени и представлена точкой или осью, вокруг которой располагаются малые циклы.

## Язык романа
49 200 слов из числа использованных в книге употребляются только один раз, причём среди них встречаются заимствования примерно из семидесяти языков (среди которых русский, китайский, японский, яванский и другие), а также выдуманные Джойсом.
Как отмечает С. С. Хоружий:

О смысле некоторых слов и намеков можно догадаться; зная языки, имея мощную эрудицию и изобретательный ум, можно понять больше… процентов 30; зарывшись, не жалея часов, в специальную литературу, перевалим за 70… Достичь полного понимания надежды нет. К концу своей работы его не имел сам автор: смысл некоторых мест он забыл и восстановить не мог
По словам Т. Уайлдера, «чтобы прочесть и понять книгу, нужно потратить минимум тысячу часов».
Некоторое представление о языковой игре, продолжающейся все 600 страниц романа (эту технику Джойса называют «семиотической гибридизацией»), даёт его название: «Finnegan’s wake» означает буквально «Поминки по Финнегану»; но с пропуском апострофа принимает форму «Finnegans wake» («Финнеганы пробуждаются»), тем самым соединяя в себе два этапа мифа об умирающем и воскресающем боге. Кроме того, слово Finnegan созвучно словосочетаниям Finn again (то есть «Финн снова воскрес»), а также fin negans (франц. «конец» + лат. «отрицающий»).
По мнению Энтони Бёрджесса, «язык книги сновидческий. Как время и пространство растворяются в снах, так же должно быть и со словами, с помощью которых мы рассматриваем временной континуум: они искажаются, но не теряют своего значения; оно становится неоднозначным, двусмысленным».

## Основные герои
«Истинные герои моей книги — время, река, гора. … В известном смысле, героев тут вообще нет (Джойс)».
- Хемфри Чимпден Эрвиккер («Уховёртов»). Трактирщик в Чейплизоде, пригороде Дублина. Его инициалы HCE расшифровываются как «here comes everybody» (англ. «сюда приходит каждый»). Воплощает в себе образы Бога-Отца, Финна, Тристана, Наполеона, Свифта, Дэна О’Коннелла, отца Джойса, Дублинского замка и других личностей и объектов.
- Анна Ливия, его жена. Воплощение реки Лиффи, а также всех рек мира и библейской Евы. Сам роман оказывается письмом Анны Ливии, которое переписал «писатель» Шем, а Шон похитил и обнародовал.
- Их сыновья Шем и Шон. Герои и оппозиции между ними (бунтарь и конформист; художник и цензор; Каин и Авель; демон-трикстер Люцифер и архангел-хранитель Михаил; черепаха и грифон у Кэрролла) следуют архетипу близнечного мифа, но их имена взяты у пары известных дублинских сумасшедших. Кроме того, Шем-Писака — автопортрет Джойса, а также воплощение Бога-Сына.
- Их дочь Изабел (Изабелла, Изольда, Нуволетта). С ней связаны образы девы, грёзы, тучки, а также миф о инцесте сестры и братьев, которые соперничают из-за неё; она может разделяться на группу девушек.

## Восприятие романа
В ответ на появление в печати отдельных отрывков под названием «Неоконченный труд» (Work in Progress) С. Беккет, У. К. Уильямс и другие авторы, с нетерпением ожидавшие новой работы своего кумира, выступили со сборником критических эссе. Роман своей бескомпромиссной герметичностью вызвал отторжение даже у таких почитателей предыдущей книги Джойса, как Эзра Паунд и Герберт Уэллс.
Владимир Набоков объявил этот экспериментальный текст неудачей: «…это какая-то бесформенная серая масса подложного фольклора, не книга, а остывший пудинг, непрекращающийся храп из соседней комнаты, особенно невыносимый при моей бессоннице. К тому же я никогда не терпел региональной литературы с её чудными архаизмами и подражательным произношением. За фасадом „Поминок по Финнегану“ скрывается весьма серый и вполне обыкновенный доходный дом, и только нечастые проблески божественной интонации изредка ещё расцвечивают безжизненный пейзаж этой вещи».
Энтони Бёрджесс, посвятивший творчеству Джойса несколько статей и монографий, напротив, отзывался о «Поминках по Финнегану» с восхищением. Считая, что это произведение «лишь с большой долей условности можно назвать романом», он утверждал: «Книга представляет собой попытку примирить противоположности, настойчиво подчеркнуть, что ничто не умирает; её пафос жизнеутверждающий. Книга больше, чем роман, это манифест жизненной силы».

## Культурное влияние
Филологи и философы восприняли текст Джойса с интересом, а несколько придуманных им словечек — кварк, мономиф — впоследствии вошли в широкий обиход. Жак Деррида при разработке учения о деконструкции во многом отталкивался от «Поминок по Финнегану» как краеугольного камня литературы постмодернизма.
Калифорнийский книжный клуб Джерри Фиалка начал читать роман Джойса в 1995 году и закончил спустя 28 лет - в ноябре 2023.

## Переводы
Роман чрезвычайно труден для перевода.

### Переводы на русский язык
Переложение избранных эпизодов из романа на русский язык осуществил Анри Волохонский. Ранняя версия перевода Анри Волохонского озвучена им и издана в виде альбома «Джойс». Содержание местами отличается от бумажной версии, а некоторые эпизоды на момент записи ещё не были переведены. Книжное издание вышло в Твери в 2000 году.
Различные фрагменты романа, в частности стихотворения, также переводили на русский язык Андрей Сергеев, Константин Беляев, Дмитрий Смирнов, Елена Фоменко и Сергей Диваков (под названием «Финнегановы вспоминки»).
Со второй половины 2010-х годов постепенно выходил в интернете и на платформе «Издательские решения» (Ridero) перевод романа под названием «На помине Финнеганов», выполненный автором под псевдонимом «Андрей Рене». Перевод Рене сопровождается подробными комментариями; он характерен стремлением передать как можно больше имеющихся в оригинале коннотаций. Этот перевод был завершён в 2021 году, став единственным полным переводом «Finnegans Wake» на русский язык.

## Экранизация
В 1966 году вышел фильм «Passages from Finnegans Wake» режиссёра Мэри Эллен Бьют. Этот фильм полностью (кроме вступления и нескольких песен) построен на цитатах из последнего романа Джойса. Фильм с русскими субтитрами носит название «На помине Финнеганов. Отрывки».

### На английском языке
- Donald Phillip Verene. Knowledge of Things Human and Divine: Vico’s New Science and Finnegans Wake. New Haven: Yale University Press, 2003. Pp. xiv + 264.
- Bishop, John. Joyce’s Book of the Dark: Finnegans Wake, University of Wisconsin Press, 1986.
- Burrell, Harry. Narrative Design in Finnegans Wake: The Wake Lock Picked. University Press of Florida[англ.], 1996.
- Atherton J. S. The Books at the Wake. A Study of Literary Aluusions in J. Joyce’s Finnegans Wake. New York, 1960.
- Hart C. Structure and Motifs in Finnegans Wake. Northwestern University Press[англ.]. 1962.
- Patrick O'Neill. Finnegans Wakes. Tales of Translation. — University of Toronto Press, 2022. — ISBN 978-1-4875-4199-6, 978-1-4875-4200-9, 978-1-4875-4201-6.
- Alexandrova, Boriana. Wakeful Translations: An Initiation into the Russian Translations of Finnegans Wake // Joyce Studies Annual. — Fordham University Press, 2015. — P. 128—167.
- Alexandrova, Boriana. Multilingualism in Translation: The Russian Wake(s) in Context // Joyce, Multilingualism, and the Ethics of Reading :  [англ.]. — Springer Verlag GmbH, 2020. — P. 129—198. — (Palgrave Studies in Modern European Literature). — ISBN 978-3-030-36278-2 ; ISBN 978-3-030-36279-9 (eBook).

### На русском языке
- Хоружий С. С. «Улисс» в русском зеркале // Джойс Дж. Собрание сочинений. В 3 т. — Т. 3. — М.: ЗнаК, 1994. — С. 421—442.
- Мелетинский Е. М. Поэтика мифа. 3-е изд. — М., 2000. — С. 320—326.
- Наугольных Е.А. «Поминки по Финнегану» в разрезе русского языка: специфика деформации и интерпретации // Вестник Пермского национального исследовательского политехнического университета. Проблемы языкознания и педагогики. — 2018. — № 1. — С. 32—41.
- Силантьева В. Г. Анализ трех переводов «Поминок по Финнегану» // Университетский научный журнал. 2018. — № 42. — С. 97-105.

## Издания на русском языке
- Джеймс Джойс. Уэйк Финнеганов. / Переложение А. Г. Волохонского. Тверь: KOLONNA Publications, 2000. 128 с. ISBN 5-88662-010-9.
- Джойс Д. Анна Ливия Плюрабелль = [Anna Livia Plurabelle] : [фрагм.] // ©оюз Писателей / пер. с англ., предисл. и комм. Константина Беляева. — 2000. — № 2 (2). — С. 17—40, i—vi (2-я паг.).
- Рене Андрей: На помине Финнеганов. Текст издан на платформе Ридеро, в онлайн-версии присутствуют также комментарии и дополнительные исправления переводчика.